# لا لیگا ۲۴–۲۰۲۳
لالیگا ۲۴–۲۰۲۳ که به دلیل حمایت مالی، با نام "LALIGA EA SPORTS" نیز شناخته می‌شود نود و سومین فصل لالیگا،از رقابت‌های فوتبال اسپانیا است. این رقابت‌ها در ۱۱ اوت ۲۰۲۳ آغاز‌شد و قرار است در ۲۶ مه ۲۰۲۴ به پایان برسد. بارسلونا مدافع عنوان قهرمانی بود و بیست و هفتمین عنوان خود را در فصل قبل کسب کرد.
در ۴ مه ۲۰۲۴، رئال مادرید پس از شکست ۴–۲ بارسلونا مقابل ژیرونا چهار هفته مانده به پایان رقابت‌ها رسماً به عنوان قهرمانی رسید و سی و ششمین عنوان قهرمانی این رقابت‌ها را به دست آورد.

## جدول لیگ برتر
| رتبه | تیم                | بازی | برد | مساوی | باخت | گل زده | گل خورده | گل تفاضل | امتیاز | صعود یا سقوط                    |
| ---- | ------------------ | ---- | --- | ----- | ---- | ------ | -------- | -------- | ------ | ------------------------------- |
| ۱    | رئال مادرید (C, Q) | ۳۷   | ۲۹  | ۷     | ۱    | ۸۷     | ۲۶       | ۶۱+      | ۹۴     | صعود به مرحله‌گروهی لیگ قهرمانان |
| ۲    | بارسلونا (Q)       | ۳۷   | ۲۵  | ۷     | ۵    | ۷۷     | ۴۳       | ۳۴+      | ۸۲     | صعود به مرحله‌گروهی لیگ قهرمانان |
| ۳    | ژیرونا (Q)         | ۳۸   | ۲۵  | ۶     | ۷    | ۸۵     | ۴۶       | ۳۹+      | ۸۱     | صعود به مرحله‌گروهی لیگ قهرمانان |
| ۴    | اتلتیکو مادرید (Q) | ۳۷   | ۲۳  | ۴     | ۱۰   | ۶۸     | ۴۳       | ۲۵+      | ۷۳     | صعود به مرحله‌گروهی لیگ قهرمانان |
| ۵    | اتلتیک بیلبائو (Q) | ۳۷   | ۱۸  | ۱۱    | ۸    | ۶۰     | ۳۷       | ۲۳+      | ۶۵     | صعود به مرحله‌گروهی لیگ اروپا    |
| ۶    | رئال سوسیداد (Q)   | ۳۷   | ۱۶  | ۱۲    | ۹    | ۵۱     | ۳۷       | ۱۴+      | ۶۰     | صعود به مرحله‌گروهی لیگ اروپا    |
| ۷    | رئال بتیس (Q)      | ۳۷   | ۱۴  | ۱۴    | ۹    | ۴۸     | ۴۵       | ۳+       | ۵۶     | صعود به پلی‌آف لیگ کنفرانس اروپا |
| ۸    | ویارئال            | ۳۸   | ۱۴  | ۱۱    | ۱۳   | ۶۵     | ۶۵       | ۰        | ۵۳     |                                 |
| ۹    | والنسیا            | ۳۷   | ۱۳  | ۹     | ۱۵   | ۳۸     | ۴۳       | ۵−       | ۴۸     |                                 |
| ۱۰   | اوساسونا           | ۳۸   | ۱۲  | ۹     | ۱۷   | ۴۵     | ۵۶       | ۱۱−      | ۴۵     |                                 |
| ۱۱   | آلاوس              | ۳۷   | ۱۲  | ۹     | ۱۶   | ۳۵     | ۴۵       | ۱۰−      | ۴۵     |                                 |
| ۱۲   | ختافه              | ۳۷   | ۱۰  | ۱۳    | ۱۴   | ۴۱     | ۵۲       | ۱۱−      | ۴۳     |                                 |
| ۱۳   | سویا               | ۳۷   | ۱۰  | ۱۱    | ۱۶   | ۴۷     | ۵۲       | ۵−       | ۴۱     |                                 |
| ۱۴   | سلتاویگو           | ۳۷   | ۱۰  | ۱۰    | ۱۷   | ۴۴     | ۵۵       | ۱۱−      | ۴۰     |                                 |
| ۱۵   | لاس پالماس         | ۳۷   | ۱۰  | ۹     | ۱۸   | ۳۲     | ۴۶       | ۱۴−      | ۳۹     |                                 |
| ۱۶   | رایو وایکانو       | ۳۷   | ۸   | ۱۴    | ۱۵   | ۲۹     | ۴۷       | ۱۸−      | ۳۸     |                                 |
| ۱۷   | مایورکا            | ۳۷   | ۷   | ۱۶    | ۱۴   | ۳۱     | ۴۳       | ۱۲−      | ۳۷     |                                 |
| ۱۸   | کادیس (R)          | ۳۷   | ۶   | ۱۵    | ۱۶   | ۲۵     | ۴۹       | ۲۴−      | ۳۳     | سقوط به سگوندا دیویسیون         |
| ۱۹   | گرانادا (R)        | ۳۸   | ۴   | ۹     | ۲۵   | ۳۸     | ۷۹       | ۴۱−      | ۲۱     | سقوط به سگوندا دیویسیون         |
| ۲۰   | آلمریا (R)         | ۳۷   | ۲   | ۱۲    | ۲۳   | ۳۷     | ۷۴       | ۳۷−      | ۱۸     | سقوط به سگوندا دیویسیون         |

## تیم‌ها

### صعود و سقوط (پیش فصل)
در مجموع بیست تیم در لیگ شرکت می‌کنند، از جمله هفده تیم از فصل ۲۳–۲۰۲۲ و سه تیم از سگوندا دیویسیون ۲۰۲۲–۲۳ صعود کرده‌اند. این شامل دو تیم برتر از سگوندا دیویژن، و برندگان پلی‌آف صعود می‌شود.
؛ تیم‌های سقوط کرده به سگوندا دیویزیون
اولین تیمی که از لالیگا سقوط کرد، الچه بود، پس از باخت ۲–۱ مقابل آلمریا در ۲ مه ۲۰۲۳، و به حضور سه ساله خود در لا لیگا پایان داد. دومین تیمی که سقوط کرد، اسپانیول بود، پس از تساوی ۲–۲ مقابل والنسیا در ۲۸ مه ۲۰۲۴ به حضور دو ساله آنها در لا لیگا پایان داد. سومین و آخرین تیمی که به سگوندا سقوط کرد، والادولید بود، پس از تساوی بدون گل مقابل ختافه در ۴ ژوئن ۲۰۲۳ و به حضور یک ساله‌شان در لا لیگا پایان داد.
؛ تیم‌هایی که از سگوندا دیویزیون صعود کردند
دو تیم اول که از سگوندا دیویژن صعود کردند، گرانادا و لاس پالماس بودند که به ترتیب اول و دوم شدند. گرانادا پس از یک سال غیبت به لالیگا بازگشت، در حالی که لاس پالماس پس از ۵ سال غیبت به لالیگا بازگشت. سومین و آخرین تیمی که صعود کرد، آلاوز بود، پس از پیروزی در فینال پلی آف مقابل لوانته در ۱۷ ژوئن ۲۰۲۳، و پس از یک سال غیبت بازگشتند.
| صعود از سگوندا دیویزیون ۲۳–۲۰۲۲ | سقوط از لالیگا ۲۳–۲۰۲۲  |
| ------------------------------- | ----------------------- |
| آلاوز گرانادا لاس پالماس        | الچه وایادولید اسپانیول |

### ورزشگاه‌ها و مکان‌ها
| تیم            | محل        | ورزشگاه              | گنجایش |
| -------------- | ---------- | -------------------- | ------ |
| اتلتیکو مادرید | مادرید     | سیویتاس متروپولیتانو | ۶۸٬۴۵۶ |
| بارسلونا       | بارسلونا   | المپیک کمپانی لوییس  | ۵۵٬۹۲۶ |
| رئال مادرید    | مادرید     | سانتیاگو برنابئو     | ۸۱٬۰۴۴ |
| رئال سوسیداد   | سن سباستین | آنوئتا               | ۳۹٬۵۰۰ |
| ویارئال        | ویارئال    | ال مادریگا           | ۲۳٬۰۰۰ |

### پرسنل و حمایت مالی
| تیم            | مدیر             | کاپیتان      | سازنده کیت | حامی کیت اصلی | سایر حامیان کیت |
| -------------- | ---------------- | ------------ | ---------- | ------------- | --------------- |
| اتلتیک بیلبائو | ارنستو والورده   | ایکر مونیاین | نیو بالانس | کوتکسبانک     |                 |
| اتلتیکو مادرید | دیه‌گو سیمئونه    | کوکه         | نایکی      | WhaleFin      |                 |
| بارسلونا       | هانسی فلیک       | TBD          | نایکی      | اسپاتیفای     |                 |
| رئال بتیس      | مانوئل پیگرینی   | TBD          | هومل       | فینت ورک      |                 |
| رئال مادرید    | کارلو آنچلوتی    | TBD          | آدیداس     | امارات        |                 |
| رئال سوسیداد   | ایمانول آلگواسیل | TBD          | ماکرون     | Cazoo         |                 |
| ویارئال        | کیکه ستین        | رائول آلبیول | جوما       | پامسا سرامیکا |                 |

### تغییرات سرمربیان
| تیم          | سرمربی خروجی           | نحوه جدایی، خروج   | تاریخ خروج      | موقعیت در جدول | سرمربی جایگزین          | تاریخ اولین حضور |
| ------------ | ---------------------- | ------------------ | --------------- | -------------- | ----------------------- | ---------------- |
| آلمریا       | روبی                   | پایان قرارداد      | ۳۰ ژوئن ۲۰۲۳    | "پیش فصل"      | ویسنته مورنو            | ۱۷ ژوئن ۲۰۲۳     |
| سلتا ویگو    | کارلوس کاروالال        | پایان قرارداد      | ۳۰ ژوئن ۲۰۲۳    | "پیش فصل"      | رافائل بنیتز            | ۲۳ ژوئن ۲۰۲۳     |
| رایو وایکانو | آندونی ایرائولا        | پایان قرارداد      | ۳۰ ژوئن ۲۰۲۳    | "پیش فصل"      | فرانسیسکو               | 28 ژوئن 2023     |
| ویارئال      | کوئیک ستین             | اخراج شد           | ۵ سپتامبر ۲۰۲۳  | پانزدهم        | پاچتا                   | ۹ سپتامبر ۲۰۲۳   |
| آلمریا       | ویسنته مورنو           | اخراج شد           | ۲۹ سپتامبر ۲۰۲۳ | 20th           | آلبرتو لازارته (موقت)   | ۲۹ سپتامبر ۲۰۲۳  |
| سویا         | خوزه لوئیس مندیلیبار   | اخراج شد           | ۸ اکتبر ۲۰۲۳    | 14th           | دیگو آلونسو             | ۱۰ اکتبر ۲۰۲۳    |
| آلمریا       | اسپانیا آلبرتو لاسارته | پایان قرارداد موقت | ۸ اکتبر ۲۰۲۳    | 20th           | Gaizka Garitano         | 8 اکتبر 2023     |
| ویارئال      | Pacheta                | اخراج شد           | 10 نوامبر 2023  | سیزدهم         | میگل آنخل تنا (سرایدار) | 10 نوامبر 2023   |
| ویارئال      | میگل آنجل تنا          | پایان قرارداد موقت | 13 نوامبر 2023  | 14th           | Marcelino               | 13 نوامبر 2023   |
| گرانادا      | پاکو لوپز              | اخراج شد           | ۲۶ نوامبر ۲۰۲۳  | نوزدهم         | الکساندر مدینه          | ۲۷ نوامبر ۲۰۲۳   |
| سویا         | دیگو آلونسو            | اخراج شد           | ۱۶ دسامبر ۲۰۲۳  | شانزدهم        | کوئیک سانچز فلورز       | ۱۸ دسامبر ۲۰۲۳   |
| کادیز        | سرجیو گونزالس          | اخراج شد           | 23 ژانویه ۲۰۲۴  | هجدهم          | مائوریسیو پلگرینی       | ۲۴ ژانویه ۲۰۲۴   |
| رایو وایکانو | فرانسیسکو              | اخراج شد           | 13 فوریه ۲۰۲۴   | 14th           | Iñigo Pérez             | ۱۵ فوریه ۲۰۲۴    |
| سلتا ویگو    | رافائل بنیتز           | اخراج شد           | 12 مارس ۲۰۲۴    | هفدهم          | کلودیو گیرالدز          | ۱۲ مارس ۲۰۲۴     |
| آلمریا       | گایزکا گاریتانو        | اخراج شد           | 13 مارس ۲۰۲۴    | 20th           | پپه مل                  | ۱۳ مارس ۲۰۲۴     |
| گرانادا      | الکساندر مدینه         | اخراج شد           | 19 مارس ۲۰۲۴    | نوزدهم         | خوزه رامون ساندوال      | ۱۹ مارس ۲۰۲۴     |